# Needle Island
Needle Island (wörtlich aus dem Englischen übersetzt Nadelinsel) ist eine unregelmäßig geformte, klippenartige Insel im Archipel Heard und McDonaldinseln im südlichen Indischen Ozean. Sie liegt 300 m westlich von McDonald Island in der Gruppe der McDonald-Inseln.  
Wissenschaftler der Australian National Antarctic Research Expeditions kartierten sie 1948 und gaben ihr den deskriptiven Namen, da sie an eine Felsnadel erinnert.